# Oles Berdnyk

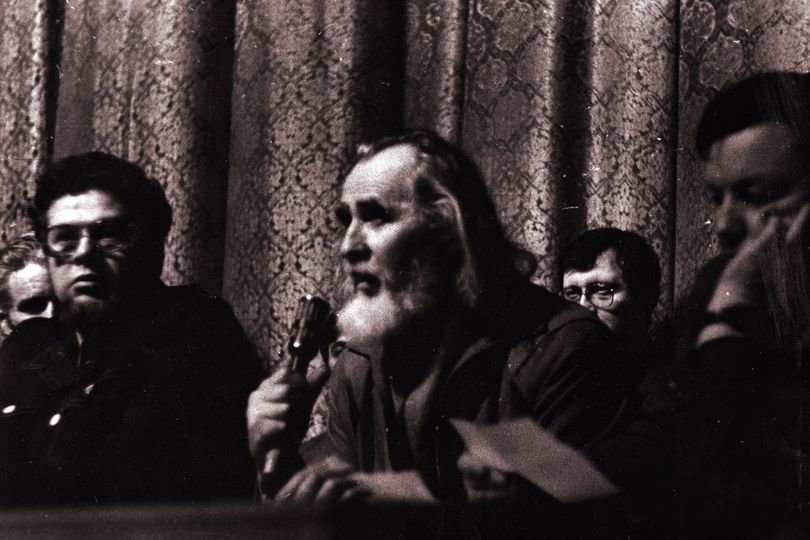
Oles Berdnyk, 1988

Oles Pawlowytsch  Berdnyk (Geburtsname: Oleksandr Pawlowytsch  Berdnyk; * 27. November 1926 in Wawylowe, Okruh Cherson, Ukrainische SSR; † 18. März 2003 in Hrebeni, Rajon Kaharlyk, Oblast Kiew, Ukraine) war ein ukrainisch-sowjetischer Schriftsteller, Science-Fiction-Autor und Menschenrechtsaktivist.

## Leben
Oles Berdnyk kam in Wawylowe (Вавилове) im Rajon Snihuriwka der heute ukrainischen Oblast Mykolajiw als Sohn eines Schmieds und einer Stickerin zur Welt
Am Zweiten Weltkrieg nahm er zwischen 1943 und 1945 als Soldat der Roten Armee teil und wurde verwundet. Nachdem er 1946 aus der Armee entlassen worden war, holte er bis 1949 sein Abitur nach und studierte anschließend Schauspiel am
Iwan-Franko-Schauspielhaus in Kiew.
1949 wurde er wegen „antisowjetischer Aktivität“ verhaftet, zu 10 Jahren Arbeitslager verurteilt und 1953 aus dem Gefängnis entlassen.
Anschließend wurde er Verfasser von Science-Fiction-Romanen in ukrainischer Sprache, die ab den späten 1950er Jahren publiziert wurden. Die erste Veröffentlichung war die Geschichte „The Canned Planet“ (russisch 1958)
Zu dem 1963 veröffentlichten Film „Begegnung im All“ (russisch Мечте навстречу Metschte nawstretschu) schrieb er das Drehbuch.
Am 10. November 1976 gründete er, gemeinsam mit Mykola Rudenko, Pjotr Grigorenko, Lewko Lukjanenko, Myroslaw Marynowytsch und weiteren ukrainischen Bürgerrechtlern die sowjetische Menschenrechtsorganisation Ukrainische Helsinki-Gruppe und wurde nach Rudenkos Verhaftung 1977 deren Leiter. Er selbst wurde im Dezember 1979 vom KGB verhaftet und wegen ukrainischem Nationalismus zu 6 Jahren Haft und 3 Jahren Exil verurteilt und unter anderem im Gulag Perm-36 inhaftiert. Aus der Union der Schriftsteller der Ukraine, deren Mitglied er in den 1950er Jahren geworden war, wurde er wegen der Teilnahme an der Dissidentenbewegung ausgeschlossen. Im März 1984 wurde er durch ein Dekret des Präsidiums der Werchowna Rada der Ukrainischen SSR begnadigt.
Ab den späten 1980er Jahren leitete er die Gemeinden der humanistischen Vereinigung Ukrainische geistliche Republik. Er lebte in Kiew und starb 76-jährig in Hrebeni (Гребені) im Rajon Kaharlyk der Oblast Kiew, wo er auf dem Grundstück seiner Datscha beerdigt wurde.

## Werk (Auswahl)
- Чаша Амріти Tschascha Amriti; Erscheinungsjahr 2004
- Зоряний Корсар Sorjani Korsar; Erscheinungsjahr 1971
- Вогнесміх Wognesmich; Erscheinungsjahr 1988
- Звездный Корсар Swesdny Korsar; Erscheinungsjahr 1991
- Пітьма вогнища не розпалює... Pitma wognischtscha ne rospaljue...; Erscheinungsjahr 1993
- Вогняний вершник Wognjani werschnik; Erscheinungsjahr 1989
- Покривало Ізіди Pokriwalo Isidi; Erscheinungsjahr 2010
- Призрак идет по земле Prisrak idet po semle; Erscheinungsjahr 1966
- Лабіринт Мінотавра Labirint Minotawra; Erscheinungsjahr 1990
- Серце Всесвіту Serze Wseswitu; Erscheinungsjahr 2004
- Серце Матіоли Serze Matioli; Erscheinungsjahr 1991
- Привид іде по Землі Priwid ide po Semli; Erscheinungsjahr 1959
- Діти Безмежжя Diti Besmeschschja; Erscheinungsjahr 2004
- Золоті ворота: Поезія, публіцистика, інтерв’ю Soloti worota: Pojesija, publizistika, interw’ju; Erscheinungsjahr 2008
- Дивні Грицеві пригоди Diwni Grizewi prigodi; Erscheinungsjahr 1989
- Подвиг Вайвасваты Podwig Waiwaswaty; Erscheinungsjahr 2011
- Кванты или мысль Kwanty ili mysl; Erscheinungsjahr 1964
- Золоті ворота Soloti worota; Erscheinungsjahr1975
- Поза часом і простором Posa tschassom і prostorom; Erscheinungsjahr 1957
- Законсервированная планета Sakonserwirowannaja planeta; Erscheinungsjahr 2011

Quelle:

## Ehrungen
- Am 8. November 2006 wurde ihm posthum der ukrainische Orden für Tapferkeit 1. Klasse verliehen[7]
- In Mykolajiw wurde ihm zu Ehren eine Straße benannt[8]
- Auf dem Gebiet des Tourismuszentrums „Swenyhorod“ im Dorf Balyko-Schtschutschynka (Балико-Щучинка) wurde zu seinem Gedenken ein Denkmal errichtet[9]